# Иван Площаков (футболист)
Вижте пояснителната страница за други личности с името Иван Площаков.
Иван Маринов Площаков е български футболист, нападател на Марица (Пловдив).

## Биография
Роден е на 1 февруари 1986 г. в Пловдив. Юноша на Ботев 2002 (Пловдив). Играл е за Родопа (Смолян), Асеновец, ЦСКА, Марица (Пловдив), Родопа (Смолян), Спартак (Пловдив), Киети (Италия), Ботев (Пловдив), Оборище (Панагюрище) и отново Марица (Пловдив). Има 4 мача за младежкия национален отбор.

## Статистика по сезони
- Асеновец – 2003/04 – В група, 19 мача/6 гола
- Асеновец – 2004/ес. — В група, 14/5
- ЦСКА – 2005/пр. — A група, 4/1
- Марица – 2005/06 – Източна Б група, 23/8
- Марица – 2006/ес. — Източна Б група, 12/4
- Родопа – 2007/пр. — A група, 11/1
- Спартак (Пловдив) – 2007/08 – Източна Б група, 25/4
- Спартак (Пловдив) – 2008/09 – Източна Б група, 28/5
- Фк Киети – 2009/10 – Серия Д, 1/0
- Ботев (Пловдив) – 2010/11 – В група, 10/4
- Оборище (Панагюрище) – 2011/12
- Марица (Пловдив) – 2014/пр. – А ОФГ 11/10,
- Марица (Пловдив) – 2014/ес - В група – 8/5